# Saint-Launeuc
Saint-Launeuc korábbi község Franciaországban, Côtes-d’Armor megyében. Lakosainak száma 190 fő (2022. január 1.). Saint-Launeuc Éréac, Lanrelas, Merdrignac, Mérillac és Trémorel községekkel határos.
2025. január 1-jén a korábbi Merdrignac községgel egyesült és az így létrejött (azonos nevű) Merdrignac új község része lett.

## Népesség
A település népessége az elmúlt években az alábbi módon változott:
| Lakosok száma | 253  | 195  | 180  | 193  | 197  | 203  | 200  | 195  | 192  | 190  |
|               | 1968 | 1982 | 1990 | 2006 | 2013 | 2015 | 2017 | 2019 | 2020 | 2022 |